# 八ツ面山
八ツ面山（やつおもてやま）とは、愛知県西尾市に位置する山である。

## 概要
標高67.4メートルの男山と標高39メートルの女山からなる。男山では古くから雲母の採掘が盛んに行われ、かつては朝廷にも献上された。1900年（明治33年）の事故により採掘が中止され多くの坑道が放置されたが、1931年（昭和6年）に小学生が廃坑に転落して死亡する事故が起きたため、1基を残してすべて埋められた。残された坑道は後に西尾市の文化財に指定されている。また、かつては良質な粘土を利用した窯業も行われていた。男山南東側の中腹には大宝年間（701年 - 704年）創建と伝わる式内社の久麻久神社が鎮座している。
現在では山頂に八ツ面山公園が置かれ、男山に設置されている展望台からは西尾市街を一望できる。また、公園は桜の名所としても知られている。
かつては岡崎 - 西尾間を結ぶ西尾鉄道が南麓に沿うように走っていた。現在の道の駅にしお岡ノ山方面から矢作古川を鉄橋で跨ぎ、八ツ面山の南側を通って名鉄西尾線 西尾口駅に接続しており、ここには八ツ面駅が存在したが、1927年（昭和2年）当時はほとんどの列車がこの駅を通過し、上下2往復のみ停車していた。鉄道敷跡は市道に転用されている。

## 周辺
- 西尾市民病院
- 西尾市立八ツ面小学校